# Caffè Umbria
Caffè Umbria je pražírna kávy a řetězec kaváren se sídlem v Seattlu.
V roce 1948 začal Ornello Bizzarri pražit kávu v italské Perugii. V roce 1986 jeho syn Umberto přinesl s sebou tuto rodinnou tradici do Seattlu, kde založil firmu Torrefazione Italia. Ta byla ale společně se společností Seattle's Best Coffee v roce 2003 zakoupena gigantem Starbucks. Poté, co se rozhodlo, že rodinný řetězec společnost Starbucks zavře, se Umbertův syn Emanuele rozhodl začít znovu, a prodloužit tak rodinnou tradici. V roce 2002 tedy založil Caffè Umbria. Vlajková pobočka společnosti se nachází na místě bývalé vlajkové pobočky Torrefazione Italia.